# Aristolochia cucurbitifolia
Aristolochia cucurbitifolia Hayata – gatunek rośliny z rodziny kokornakowatych (Aristolochiaceae Juss.). Występuje endemicznie na Tajwanie.

## Morfologia
PokrójKrzew o pnących, nagich bądź owłosionych pędach.
LiścieMają owalny lub owalnie sercowaty kształt. Mają 6–9 cm długości oraz 5–11 cm szerokości. Są prawie skórzaste. Nasada liścia ma sercowaty kształt. Z ostrym wierzchołkiem. Są mniej lub bardziej owłosione od spodu. Ogonek liściowy jest owłosiony i ma długość 3 cm.
KwiatyPojedyncze. Mają brunatną barwę i 5–6 cm długości. Mają kształt mocno zakrzywionej tubki. Są owłosione wewnątrz.
OwoceTorebki o jajowato wrzecionowatym kształcie. Mają 6 cm długości i 1,5 cm szerokości.

## Biologia i ekologia
Rośnie w lasach mieszanych. Występuje na wysokości do 500 m n.p.m. Kwitnie w kwietniu.

## Ochrona
W Czerwonej księdze gatunków zagrożonych został zaliczony do kategorii VU – gatunków narażonych na wyginięcie.